# 岡元俊樹
岡元 俊樹（おかもと としき、1990年5月11日 - ）は、奈良県生駒市出身のプロサッカー選手。ポジションはディフェンダー・フォワード。

## 経歴
小中学校と地元のクラブでプレーしたが、父親の繋がりから、京都府の強豪校である京都府立久御山高等学校進学の話しが持ち上がり、地元を離れて入学。
1年生の夏休みにブラジルのクルゼイロECの下部組織に短期留学。翌年の第86回全国高等学校サッカー選手権大会に同校が出場を果たした際にはベンチ入りしている。3年次にはフォワードからセンターバックに転向している。
久御山高校卒業後、ザスパ草津U-23（現ザスパ草津チャレンジャーズ）に入団するも、仕事をしながらプレーする環境に適応できず半年で退団。
退団後の2009年7月に地元の奈良クラブに加入するも出番に恵まれず、2010年限りで退団。その後父親の勧めで大学への進学を決意、大阪学院大学に入学し同校サッカー部に入部。2年生からトップチームで試合に出場するようになり、チームの中心選手として活躍した。大学卒業時には、J3クラブの数クラブから契約が打診されており、練習にも参加していたが、海外でプレーすることを決意する。練習参加を経て、スペインのCD･フォンサンタファッジョに入団。
以降はスペインでプレーを続けた後、2019年のタイのノース・バンコク大学FCに移籍以降はアジア圏でプレーを続けている。

## 所属クラブ
- パルティーダ生駒
- 生駒SC
- 京都府立久御山高校
- 2009年  ザスパ草津U-23
- 2009年7月 – 2010年  奈良クラブ
- 2011年 – 2014年 大阪学院大学体育会サッカー部

- 2015年 – 2016年  CD･フォンサンタファッジョ
- 2016年 – 2017年  CF･スブレンセ
- 2017年 – 2018年  フォンダシオン･エスポルティーバ･グラマ
- 2018年  UE･トナ
- 2019年  ノースバンコク大学FC
- 2019年  ニランドゥーSC
- 2019年 – 2020年  クラブ･イーグルス
- 2021年  コロンボFC